# 2. Feldhockey-Bundesliga 2005/06 (Herren)
Die Saison 2005/06 dauerte vom 17. September 2005 bis zum 18. Juni 2006.
Da aus der 1. Bundesliga zwei Südvereine (Rüsselsheimer RK und Zehlendorfer Wespen) abstiegen, mussten in der Nordgruppe nur der Tabellenletzte, dafür in der Südgruppe die letzten drei Mannschaften die Liga verlassen.

## Abschlusstabellen
Legende:

| (A) | Absteiger aus der 1. Bundesliga |
| (N) | Aufsteiger aus der Regionalliga |
|     | Aufsteiger in die 1. Bundesliga |
|     | Absteiger in die Regionalliga   |

| Platz | Club                   | Spiele | Tore   | Punkte |
| ----- | ---------------------- | ------ | ------ | ------ |
| 1.    | Uhlenhorst Mülheim (A) | 18     | 89:249 | 50     |
| 2.    | Düsseldorfer HC        | 18     | 100:24 | 49     |
| 3.    | Blau-Weiss Köln (N)    | 18     | 41:49  | 27     |
| 4.    | Marienburger SC        | 18     | 42:48  | 25     |
| 5.    | Hannover 78            | 18     | 51:66  | 25     |
| 6.    | Rot-Weiss Köln         | 18     | 64:45  | 24     |
| 7.    | Rheydter SV            | 18     | 32:50  | 21     |
| 8.    | RTHC Bayer Leverkusen  | 18     | 37:62  | 18     |
| 9.    | Schwarz-Weiß Köln      | 18     | 29:66  | 9      |
| 10.   | DHC Hannover (N)       | 18     | 34:85  | 9      |

| Platz | Club                     | Spiele | Tore  | Punkte |
| ----- | ------------------------ | ------ | ----- | ------ |
| 1.    | TG Frankenthal           | 18     | 59:19 | 46     |
| 2.    | Dürkheimer HC (A)        | 18     | 63:36 | 42     |
| 3.    | Nürnberger HTC (N)       | 18     | 63:30 | 40     |
| 4.    | Rot-Weiß München         | 18     | 48:33 | 27     |
| 5.    | TuS Lichterfelde         | 18     | 39:39 | 25     |
| 6.    | SC Frankfurt 1880        | 18     | 33:34 | 21     |
| 7.    | HC Heidelberg            | 18     | 32:47 | 18     |
| 8.    | TC Blau-Weiss Berlin (N) | 18     | 28:52 | 18     |
| 9.    | SC Charlottenburg        | 18     | 30:51 | 17     |
| 10.   | Limburger HC             | 18     | 24:78 | 5      |